# 佩斯赫佩斯赫山
15°28′21″S 72°26′50″W / 15.47250°S 72.44722°W
佩斯赫佩斯赫山（P'isqi P'isqi），是秘魯的山峰，位於該國南部阿雷基帕大區的卡斯蒂利亞省，處於瓦加帕爾卡山和利亞利亞維山以西，屬於安第斯山脈的一部分，海拔高度4,600米。